# 无芒耳稃草
无芒耳稃草（学名：Garnotia mutica），为禾本科耳稃草属下的一个植物种。